# Grass Valley (ort i Australien)
Grass Valley är en ort i Australien. Den ligger i kommunen Northam och delstaten Western Australia, omkring 95 kilometer öster om delstatshuvudstaden Perth. Antalet invånare är 385.
Runt Grass Valley är det mycket glesbefolkat, med 2 invånare per kvadratkilometer.. Närmaste större samhälle är Northam, omkring 12 kilometer väster om Grass Valley. 
Trakten runt Grass Valley består till största delen av jordbruksmark. Genomsnittlig årsnederbörd är 633 millimeter. Den regnigaste månaden är september, med i genomsnitt 108 mm nederbörd, och den torraste är december, med 13 mm nederbörd.